# Mîhailivka, Tulciîn
Mîhailivka (în ucraineană Михайлівка) este localitatea de reședință a comunei Mîhailivka din raionul Tulciîn, regiunea Vinnița, Ucraina.

## Demografie
Componența lingvistică a localității Mîhailivka
     Ucraineană (97,91%)
     Rusă (1,83%)
     Alte limbi (0,26%)
Conform recensământului din 2001, majoritatea populației localității Mîhailivka era vorbitoare de ucraineană (97,91%), existând în minoritate și vorbitori de rusă (1,83%).